# Dia dos Presidentes
O Dia dos Presidentes é um feriado federal celebrado nos Estados Unidos na terceira segunda-feira de fevereiro, em honra a George Washington, primeiro presidente dos Estados Unidos, que nasceu em 22 de fevereiro de 1732. Dependendo do ano, pode celebrar-se entre em 15 e em 21 de fevereiro.
A festividade homenageia o presidente em exercício, bem como a todos quem têm ocupado o dito cargo, não só a Washington. É um feriado na maioria dos estados do país, com nomes oficiais como "Dia dos Presidentes" (Presidents's Day ou President's Day), "Aniversário de Washington" (Washington's Birthday) e Aniversário de Washington e Lincoln" (Washington's and Lincoln's Birthday); neste último caso, agrega-se à festividade a comemoração do nascimento do presidente Abraham Lincoln, ocorrido em 12 de fevereiro de 1809.